# Taenioides jacksoni
A Taenioides jacksoni a csontos halak (Osteichthyes) főosztályának a sugarasúszójú halak (Actinopterygii) osztályába, ezen belül a sügéralakúak (Perciformes) rendjébe, a gébfélék (Gobiidae) családjába és az Amblyopinae alcsaládjába tartozó faj.

## Előfordulása
A Taenioides jacksoni a Dél-afrikai Köztársaság édes- és brakkvízeinek az endemikus hala.

## Megjelenése
Ez a hal legfeljebb 12 centiméter hosszú.

## Életmódja
A Taenioides jacksoni a szubtrópusok mangrove erdeinek és folyótorkolatainak az iszapjában él.